# The Lurking Peril

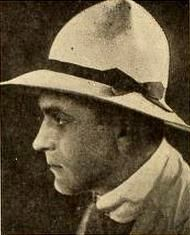
George Larkin, estrela do seriado.

The Lurking Peril é um seriado estadunidense de 1919, no gênero ação, dirigido por George Morgan, em 15 capítulos, estrelado por George Larkin, Anna Luther e William Bechtel. O seriado foi o único produzido pela Wistaria Productions, foi distribuído pela Arrow Film Corporation, e estreou em 15 de dezembro de 1919, com o capítulo “The $25,000 Contract”.
Este seriado é considerado perdido.

## Elenco
- George Larkin	 ...	Donald Britt
- Anna Luther	 ...	Phyllis Charlton (creditada Anne Luther)
- William Bechtel	 ...	Dr. Bates
- Ruth Dwyer	 ...	Betty Bates
- John Nicholson	 ...	Kersey
- Peggy Shanor
- Robert Coleson

## Sinopse
Donald Britt (George Larkin) tem um “cérebro diferente” e é induzido, por dificuldades financeiras, a vendê-lo para dissecação, depois de sua morte, para o diabólico professor Dr. Bates (William Bechtel). Mas, como o professor é muitos anos mais velho para sobreviver a ele, ansioso e incapaz de esperar, decide acelerar o desaparecimento de Britt. Durante catorze capítulos Britt sobrevive ao perigo, com muitos cliffhangers, sendo ajudado por sua namorada Phyllis Charlton (Anna Luther).

## Capítulos
1. The $25,000 Contract
2. At the Edge of the Cliff
3. The Aviator Victim
4. A Bolt from Heaven
5. The Man Trap in the Woods
6. A Duel of Wits
7. A Satanic Plot
8. Helpless in a Madhouse
9. The Hiding Place in the Slums
10. A Den in Chinatown
11. At a Maniac's Mercy
12. Six Inches of Steel
13. Trapped by Telegraph
14. The Dynamite Ship
15. The Last Plot of Bates

Fonte: 